# Gerrit Arentzen

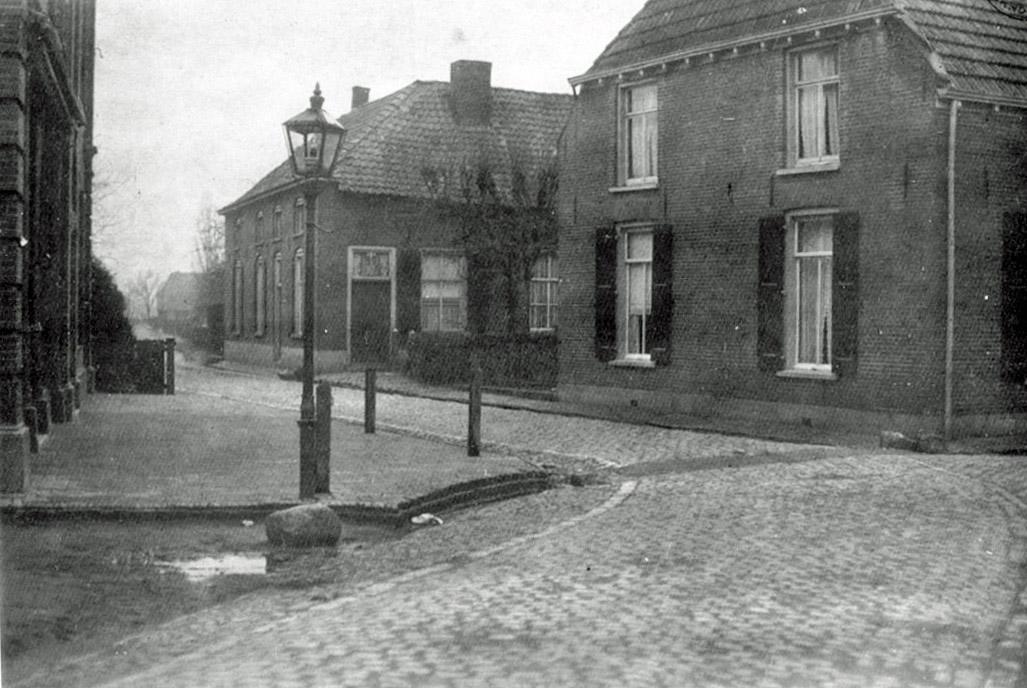
Rechts het huis C1 van dokter Arentzen, van 1867-1890 gemeentehuis van Wisch.

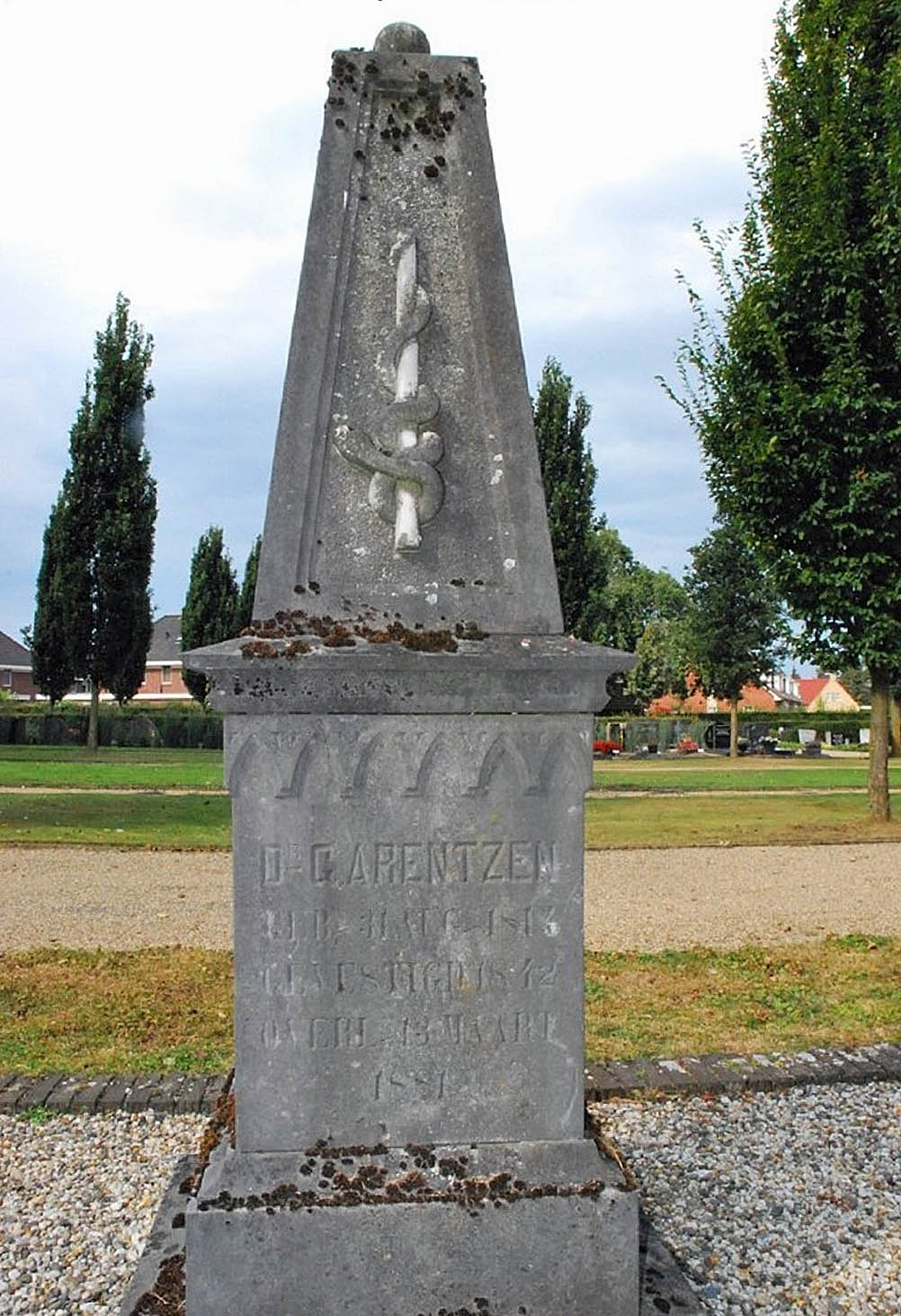
Het grafmonument van dr..Arentzen te Varsseveld.

Gerrit Arentzen (Aalten, 31 augustus 1814 – Varsseveld, 13 maart 1881) was een Nederlands arts en wethouder. Hij was heel- en vroedmeester (plattelandsdokter) te Varsseveld van 1842 tot 1881 (bijna 39 jaar) en wethouder van de gemeente Wisch van 1863 tot 1880.
Hij werd geboren op 31 augustus 1814 te Aalten op havezate "De Ahof" (De Pol), als zoon van Bernardus Arentzen, landbouwer, jeneverbrander en van Josina Aleida te Lintum, dochter van Scholte te Lintum op Meerdink en Hesselink. Hij bleef ongehuwd.
Na zijn opleiding aan de Klinische School te Amsterdam vestigde hij zich in oktober 1842 in Varsseveld. Hij ging inwonen bij de winkelier Gerhardus Th. Becking, eerst in de huidige Boterstraat en vanaf 1855 op het Kerkplein. Dat bleef hij doen tot zijn overlijden in 1881. Hij bezat wel een eigen woning in Varsseveld, met huisnummer C1, maar dat verhuurde hij o.a. aan een belastingontvanger en aan een schoolhoofd. 
De jonge dokter Arentzen kwam in 1844 even in conflict met de autoriteiten over het melden van gevallen van pokken (de "natuurlijke kinderziekte"). Na dit voorval groeide hij uit tot een zeer gerespecteerde huisarts en wethouder. Zijn werkgebied als arts was naar huidige begrippen enorm groot. Het strekte van Breedenbroek tot Halle over een lengte van 15 km, die hij te paard aflegde. Bezoek aan de praktijk bestond in die jaren nog niet. In 1874 werd hij door vrienden gehuldigd. Hij ontving een “vriendenboek”, een tilbury (tweewielige koets) met paardentuig en zweep, een gouden horloge, een zilveren tabaksdoos en een sigarenkoker met goud. Dit alles werd hem aangeboden door 715 dankbare personen.
Op 9 maart 1881 reed hij met zijn tilbury in een afwateringsgreppel ter hoogte van Seesink Hent, in de omgeving van Sinderen. Hij overleed vier dagen later. Op zijn sterfbed schold hij alle rekeningen van de armen kwijt. Hij liet zijn woning met huisnummer C1 na aan de gemeente. Dit was van 1867 tot 1890 het gemeentehuis van Wisch, waarna het werd omgebouwd tot onderwijzerswoning. Het werd in 1960 afgebroken.
Op 23 november 1881 werd een grafmonument voor hem opgericht op de begraafplaats Rentinkkamp te Varsseveld.